# Культура Саскачевана

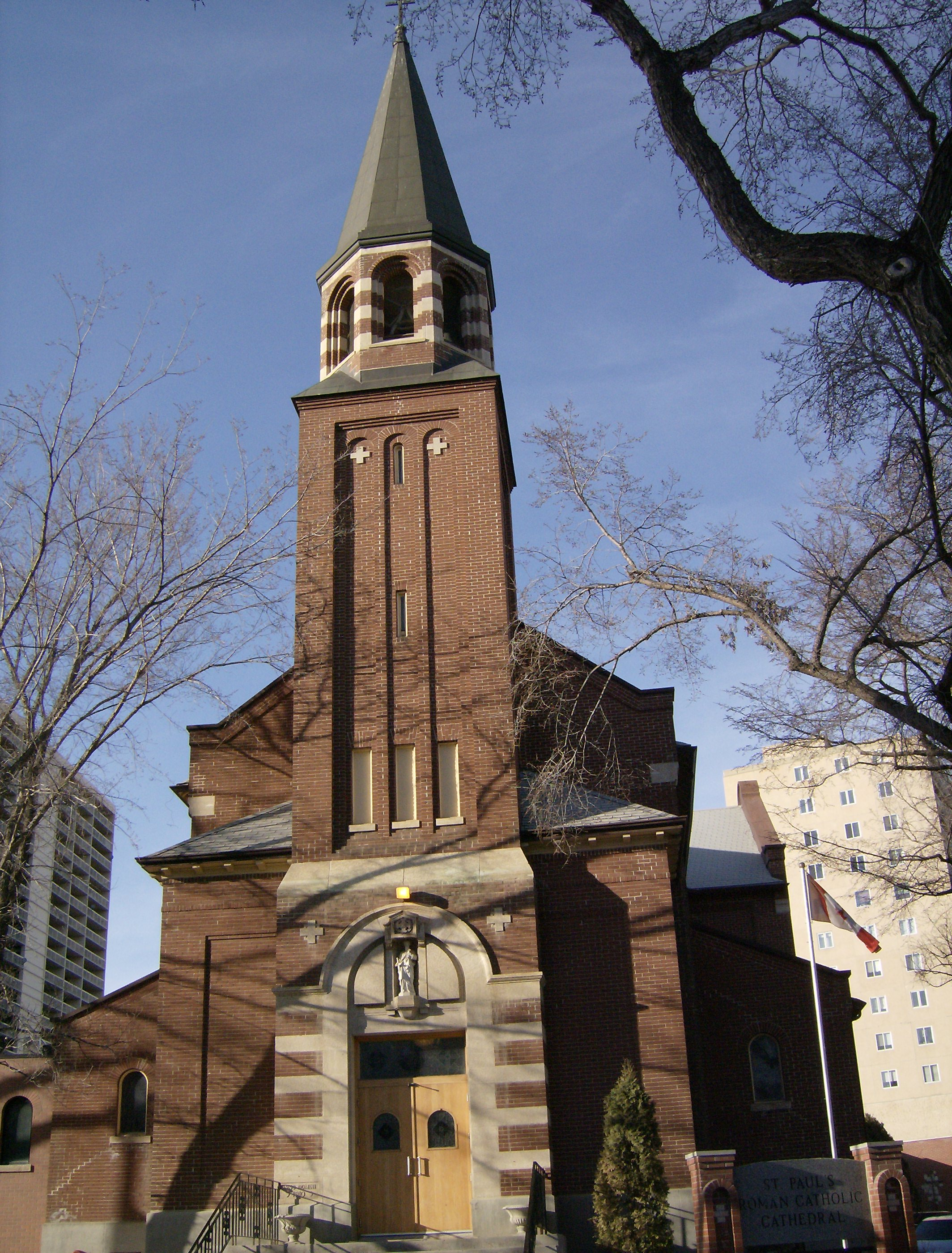
Архитектура Саскачевана

Культура Саскачевана — это совокупность творческих достижений населения канадской провинции Саскачеван, наибольшее влияние на культуру которой оказали индейцы, населявшие этот регион на протяжении многих тысячелетий. Коренные народы Саскачевана известны танцами пау-вау, игрой на барабанах, музыкой. Во время  заселения прерий европейцами — появились отдельные поселения с украинской, немецкой, французской, скандинавской культурой, своими церквями и образованием. Со временем культура Саскачевана испытала сильное влияние американской культуры.

## Музеи
В провинции Саскачеван есть множество исторических и культурных достопримечательностей, собранных в музеи: раскопки динозавров, объекты культуры и наследия аборигенов, пионеров-переселенцев (200 местных музеев). 
Музей развития Запада — это сеть из четырёх исторических музеев в разных городах Саскачевана.
Королевский музей Саскачевана (RSM) — музей естественной истории в Реджайне, дом самого большого в мире тираннозавра, в котором открыты Галерея коренных наций Саскачевана, Галерея наук о жизни, Галерея наук о Земле и т.д.

## Архитектура
Коренные народы не имели своей архитектуры, у них не было постоянного строительства. Полупостоянными жилищами были конические бревенчатые постройки индейцев — северных кри.
Архитектура Саскачевана представлена миссионерскими церквями англиканского готического возрождения, романским стилем возрождения почтовых отделений, византийским стилем отелей, архитектурой украинских католических соборов. 

## Кино
В Реджайне расположены киностудии Canada Saskatchewan studios, на которых были сняты фильмы «Страна приливов» (2005), «Посланники» (2007), «Кадиллак Доллана» (2009).

## Театр
Первые театры были построены в 20-х годах, это были оперные театры. Самый известный драматический театр Глобус базируется в Реджайне.